# Artjom Loboezov
Artjom Joerjevitsj Loboezov (Russisch: Артём Юрьевич Лобузов) (Moskou, 24 januari 1991) is een Russische zwemmer. Hij vertegenwoordigde zijn vaderland op de Olympische Zomerspelen 2012 in Londen.

## Carrière
Bij zijn internationale debuut, op de Europese kampioenschappen kortebaanzwemmen 2010 in Eindhoven, strandde Loboezov in de series van zowel de 100 als de 200 meter vrije slag. Op de 4x50 meter vrije slag zwom hij samen met Vitali Syrnikov, Vladimir Brjoechov en Jevgeni Lagoenov in de series, in de finale veroverden Lagoenov, Syrnikov en Brjoechov samen met Danila Izotov de bronzen medaille. Voor zijn aandeel in de series ontving Loboezov eveneens de bronzen medaille.
Op de wereldkampioenschappen zwemmen 2011 in Shanghai werd de Rus samen met Danila Izotov, Jevgeni Lagoenov en Aleksandr Soechoroekov uitgeschakeld in de series van de 4x200 meter vrije slag.
Tijdens de Olympische Zomerspelen van 2012 in Londen strandde Loboezov in de halve finales van de 200 meter vrije slag. Op de 4x200 meter vrije slag werd hij samen met Jevgeni Lagoenov, Michail Politsjoek en Aleksandr Soechoroekov uitgeschakeld in de series. In Chartres nam de Rus deel aan de Europese kampioenschappen kortebaanzwemmen 2012. Op dit toernooi eindigde hij als vierde op de 200 meter vrije slag en als vijfde op de 400 meter vrije slag, daarnaast strandde hij in de series van de 100 meter vrije slag. Op de wereldkampioenschappen kortebaanzwemmen 2012 in Istanboel werd Loboezov uitgeschakeld in de series van de 200 meter vrije slag. Samen met Vladimir Morozov, Jevgeni Lagoenov en Vjatsjeslav Androesenko eindigde hij als vierde op de 4x100 meter vrije slag, op de 4x200 meter vrije slag eindigde hij samen met Jevgeni Lagoenov, Dmitri Jermakov en Vjatsjeslav Androesenko op de vierde plaats.
Tijdens de wereldkampioenschappen zwemmen 2013 in Barcelona sleepte hij samen met Danila Izotov, Nikita Lobintsev en Aleksandr Soechoroekov de zilveren medaille in de wacht op de 4x200 meter vrije slag.

## Internationale toernooien
| Jaar | Olympische Spelen                         | WK langebaan          | WK kortebaan                                                  | EK langebaan  | EK kortebaan                                                                                   |
| ---- | ----------------------------------------- | --------------------- | ------------------------------------------------------------- | ------------- | ---------------------------------------------------------------------------------------------- |
| 2010 |                                           |                       | geen deelname                                                 | geen deelname | serie 100m vrije slag · 11e 200m vrije slag · 4x50m vrije slag · Loboezov zwom enkel de series |
| 2011 |                                           | 11e 4x200m vrije slag |                                                               |               | geen deelname                                                                                  |
| 2012 | 16e 200m vrije slag 10e 4x200m vrije slag |                       | 20e 200m vrije slag 4e 4x100m vrije slag 4e 4x200m vrije slag | geen deelname | serie 100m vrije slag 4e 200m vrije slag 5e 400m vrije slag                                    |
| 2013 |                                           | 4x200m vrije slag     |                                                               |               | 12-15 december                                                                                 |

## Persoonlijke records
Bijgewerkt tot en met 7 augustus 2013
Kortebaan
| Afstand         | Tijd    | Datum            | Plaats          |
| --------------- | ------- | ---------------- | --------------- |
| 100m vrije slag | 48,23   | 23 november 2012 | Chartres        |
| 200m vrije slag | 1.42,44 | 20 december 2009 | Sint-Petersburg |
| 400m vrije slag | 3.43,67 | 7 augustus 2013  | Eindhoven       |

Langebaan
| Afstand         | Tijd    | Datum         | Plaats |
| --------------- | ------- | ------------- | ------ |
| 100m vrije slag | 49,65   | 19 april 2013 | Kazan  |
| 200m vrije slag | 1.46,96 | 18 april 2013 | Kazan  |
| 400m vrije slag | 3.53,74 | 29 juni 2012  | Roeza  |